# Abkhàzia Menor
Abkhàzia Menor o Sadzen és una regió d'Abkhàzia a la qual donaren el seu nom la tribu dels Sadz. Es fa servir per designar les terres que no eren sotmeses a la dinàstia dels Xarvaixidze. Després de la guerra russo-circasià (1763-1764), va seguir un genocidi sistemàtic dels circasians per l'Imperi Rus. S'estima que 90% de la població original va ser assassinada o expulsada. La zona despoblada va ser colonitzada per colons russos i georgians. Geòrgia en reclama la sobirania com territori ocupat per Rússià, però Abkhàzia es va declarar independent el 1992.
Fou la primera regió georgiana a caure en mans dels otomans, cap al 1520.